# Herren von Harfenberg
Die Herren von Harfenberg waren ein mittelalterliches Adelsgeschlecht, das nach seinem Stammsitz, der Harfenburg, benannt wurde.
Der erste bekannte Harfenberger ist Bligger von Harfenberg († 1228), ein Sohn des Minnesängers Bligger von Steinach aus der Familie der Herren von Steinach. Der Minnesänger nahm die Harfe als Wappenmotiv an, sein Sohn gilt als Erbauer der Harfenburg. Unter den Söhnen des Bligger von Harfenberg spaltete sich die Linie auf: Conrad, genannt Berenbrunner, wurde Vater der späteren Harfenberger. Ein weiterer Sohn begründete die Familie der Herren von Hirschhorn. Unter den Kindern des Conrad (Berenbrunner) wurden ein Conrad (erw. 1270) und ein Bligger (erw. 1261–70) als nobiles de Harfenberg genannt. Der letzte Harfenberger hieß wiederum Conrad, er wurde 1326 nochmals genannt.